# Пам'ятник Катерині Рубчаковій (Чортків)
Пам'ятник Катерині Рубчаковій — пам'ятник видатній актрисі та співачці Катерині Рубчаковій, встановлений у м. Чортків на Тернопільщині.
Розташований на розі вулиць Івана Франка та Степана Бандери.
Оголошений пам'яткою монументального мистецтва місцевого значення, охоронний номер 2984.

## Історія
Пам'ятник встановлено 26 квітня 1991 року з нагоди 110-ліття від дня її народження.